# Pedal de guitarra

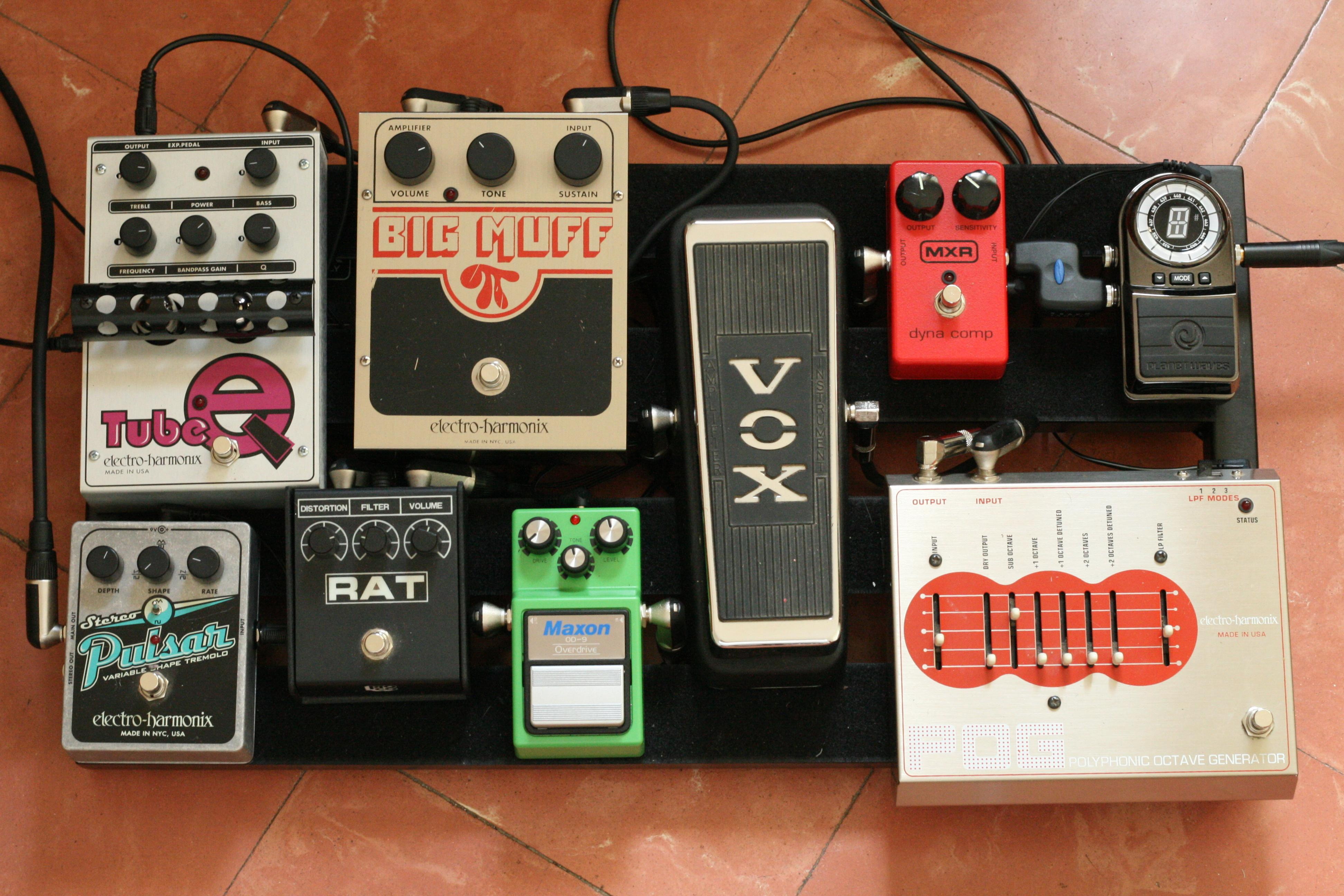
Conjunto de pedais de guitarra

O pedal de guitarra é um equipamento eletrônico que é usado para alterar o som natural de uma guitarra elétrica. São utilizados durante concertos ao vivo e também no estúdio. Exemplos de pedais são Distortion, Overdrive, Wah-wah, Reverb, Delay etc. Os pedais geralmente ficam no chão próximos ao músico e são conectados diretamente ao seu instrumento. Geralmente os pedais são acionados pelo pé do músico que pressiona um interruptor. A maioria dos pedais acompanham as suas próprias fontes elétricas e cabos de força. 
A pedaleira incorpora diversos tipos de pedais dentro de apenas um equipamento e pode ser embalada e transportada para um local diferente sem a necessidade de ser desmontada. Geralmente as pedaleiras acompanham um case ou bag que as protegem durante o transporte. Existem diversos tipos de cases para pedais e pedaleiras que incluem cases caseiros, cases comprados em loja e, para músicos profissionais, cases customizados. Hard Cases para pedaleiras possuem espuma no interior, cantos reforçados e travas que protegem o conjunto durante o transporte. Um case pode ser utilizado para guardar vários pedais ao mesmo tempo, utilizando-se velcro ou outras técnicas para fixação do conjunto. Alguns cases acompanham alças e/ou rodinhas para facilitar o transporte.

## Funcionamento
O sinal elétrico gerado pela ressonância das cordas é captado pelos captadores e são conduzidos até os pedais através de um cabo. O sinal, então passa por um circuito elétrico que, por métodos digitais ou analógicos, altera o som do instrumento de acordo com as necessidades do músico. Após passar pelo pedal o sinal é enviado por outro cabo até o amplificador.

## Tipos de Pedais
Existem vários tipos de pedais, como os de "Delay", que atrasam parte do som que acaba de ser tocado, e também os famosos pedais "Distortion", que distorcem as ondas sonoras muito usado no Rock em geral. Podemos de uma maneira geral classificar os pedais em uma das seguintes categorias de efeitos:
Efeitos de Ganho (Overdrive, Distorção, Fuzz e Boost)
Pedais de Ganho ou Pedais de distorção aumentam o volume (através de clipagem de diodos) até ele chegar a distorcer e gerar o som conhecido em músicas de Rock.
Fuzzbox ou fuzz box,  O primeiro exemplo fuzz box gravado é creditado aos Ventures em 2000 Pound Bee', em 1962. outro exemplos são as músicas Elysium, do Portishead e Jacky Cane do Hooverphonic.
Efeitos de Modulação (Chorus, Flanger, Phaser, Vibrato/Trêmulo etc.)
Pedais de "Efeitos de Modulação" como o chorus, criam um outro sinal através do som limpo dando uma leve desafinada gerando o efeito de chorus. Exemplo na canção And the craddle will rock de Van Halen.
Efeitos de Ambiência (Delay e Reverb).
Efeitos de Ambiência são obtidos, por exemplo, com os Pedais de Delays e Reverbs. São os efeitos mais caros do mercado. Estão disponíveis nas versões digital e analógico com variados recursos. Os aspectos sonicamente reconhecíveis de um ambiente na reprodução podem são resumidos como "ambiência" e correspondem principalmente à reverberação e eco presentes.
Efeitos de Tonalidade e de Pitch (Wah-Wah, "Equalizers, Filters, Simulators; hamornizer, sustainer")
Quanto aos Efeitos de Tonalidade e de pitch, a esse grupo pertencem todos efeitos que atuam alterando a equalização (grave, médio, agudo) do som. São pertencentes desse grupo então Acoustic Simulator, Auto wah, Wah-Wah, Envelop Filters, Equalizers, Filters, Pickup Simulator e qualquer outro que altere o timbre do som original utilizando apenas a alteração na equalização.
Efeitos Dinâmicos (Compressor, Limiter, Sustainer, etc.)
Já os Efeitos Dinâmicos: esse grupo é composto dos efeitos que controlam a amplitude (volume) do sinal. Nesse grupo estão inclusos os efeitos Compressor, Limiter e outros efeitos menos usuais como Slow Gear. Como se trata de dinâmica, o Pedal de Volume poderia se encaixar nesse grupo, mas como será explicada a comparação com o pedal de Expressão, este será encaixado em outros.
Outros efeitos
Outros tipos de pedais: o "Noise gate" que elimina ruído emitido pela cadeia de pedais; o pedal de volume acionado com os pés etc.

## Fabricação
Hoje existem diversas marcas que fabricam pedais em serie, e também alguns conhecidos como HandMades, que são feitos em número limitado e muitas vezes com características especificas exigidas pelo cliente. A vantagem destes Handmades pode estar também no preço.
Um pouco mais sobre Pedaleiras
Como já mencionado antes, pedaleiras são um conjunto de efeitos conectados entre si montados em um único equipamento, existem pedaleiras analógicas e digitais, assim como os pedais, há pedaleiras montadas com uma cadeia de pedais dispostos em uma board, que é uma espécie de case com alimentação para vários pedais, e há as famigeradas pedaleiras digitais.
As pedaleiras digitais, como o próprio nome diz, são as que usam de circuitos digitais para tratar o som proveniente da guitarra, geralmente com o objetivo de reproduzir de maneira mais fiel possível os efeitos causados pelos pedais individuais, porém com possibilidade de mistura destes efeitos, como ocorre em uma cadeia de pedais, só que em um único equipamento.
Comumente chamadas de pedaleiras no Brasil e nos países de língua latina, seu nome correto e origem vem do inglês, onde são chamados "guitar multiple effects", multi efeitos de guitarra, ou no caso do contrabaixo "bass multiple effects", ou ainda "guitar multi effects processor" , processador de múltiplos efeitos para guitarra, ou diversas outras nomenclaturas, o fato é que, a partir dos anos 90 se tornou muito popular o uso dos multi efeitos digitais entre os guitarristas, pois a novidade tecnológica tornou possível a aquisição e manuseio de vários efeitos em uma única peça, muito mais prático para o transporte, principalmente entre os músicos amadores e emergentes, que, necessitavam de um equipamento prático, que possibilitasse o fácil transporte e rápida montagem, para músicos que participavam de diversos festivais ou tocavam em vários lugares em intervalos de tempo relativamente curtos. Havia grande marketing em cima destes equipamentos inovadores, e grandes músicos fazendo propaganda destes produtos, que, como todos os produtos comercializados, os fabricantes disponibilizavam uma linha profissional, um alinha intermediária, bem como uma linha amadora ou de produtos de entrada, esta, por sua vez, obviamente por não possuir as mesmas características dos produtos de primeira linha, mas, por representar  grande parte das vendas e da popularização do produto, acabou sendo alvo de inúmeras críticas destrutivas sobre o produto "pedaleira digital" em questão, dentre as críticas mais populares, podemos citar algumas como: " o som sai digitalizado" "som robotizado" ou "mastigado", obviamente existe uma corrente que defende o uso dos processadores digitais para instrumentos, sobretudo, conforme sua evolução, o produto pedaleira digital melhorou muito, inclusive, produzindo um som melhor até que muitos pedais analógicos, tidos como sendo os melhores e mais fiéis ao som do instrumento.
O fato é que com a evolução dos componentes eletrônicos, principalmente a evolução dos processadores digitais e das memórias flash, hoje, torna-se cada vez mais improvável que uma pedaleira digital , mesmo as de nível amador, produza um som considerado ruim, ou "robotizado", as pedaleiras evoluíram muito, tanto no quesito processamento de som, quanto no quesito armazenamento, sim, as pedaleiras digitais levam esta vantagem em relação aos pedais comuns, na sua maioria, possuem uma memória de banco de dados, capaz de armazenar os ajustes pessoais dos músicos, e a criação de diversos bancos de timbres diferenciados, isso é o que mais atraiu e atrai músicos para o uso da pedaleira digital.
Fabricantes Principais
Dentre os principais fabricantes e desenvolvedores de Processadores Digitais de Efeitos destacam-se:
Boss (Pioneira em efeitos para guitarra), Digitech (Inovadora na criação e evolução de conceitos em matéria de efeitos para guitarra) e Zoom (Esta famosa fabricante Japonesa, foi uma das principais e mais populares, responsável por popularizar o uso das pedaleiras digitais, com sua famosa unidade Zoom 505), Line 6 (Possui renome entre as linhas de multi efeitos mais atuais), e diversas outras marcas menos conhecidas mas que deram e continuam dando sua contribuição no mundo da música e dos efeitos para guitarra, e também para baixos elétricos.
Marcas de pedais mais conhecidas: Boss, Marshall, Digitech, MXR, Line 6, Ibanez, Zoom, Behringer, Oliver, Dunlop Manufacturing, Danelectro, Electro-Harmonix

## Galeria

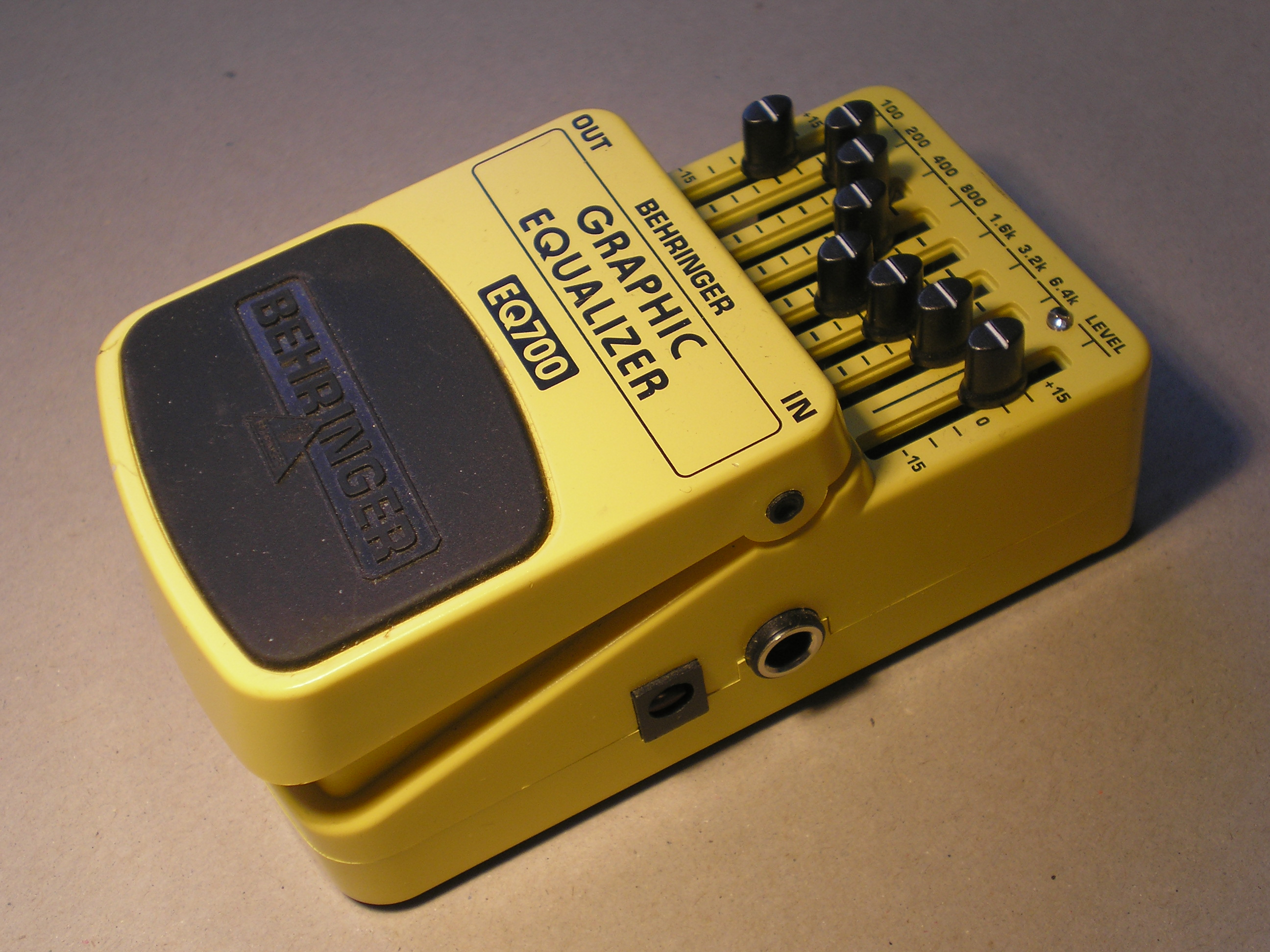
Behringer
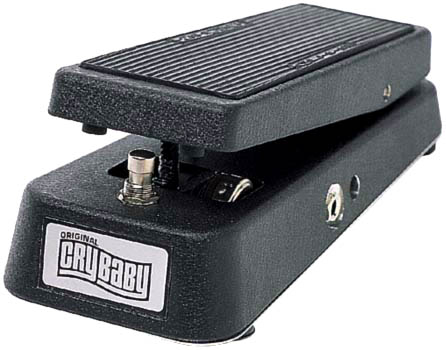
Dunlop
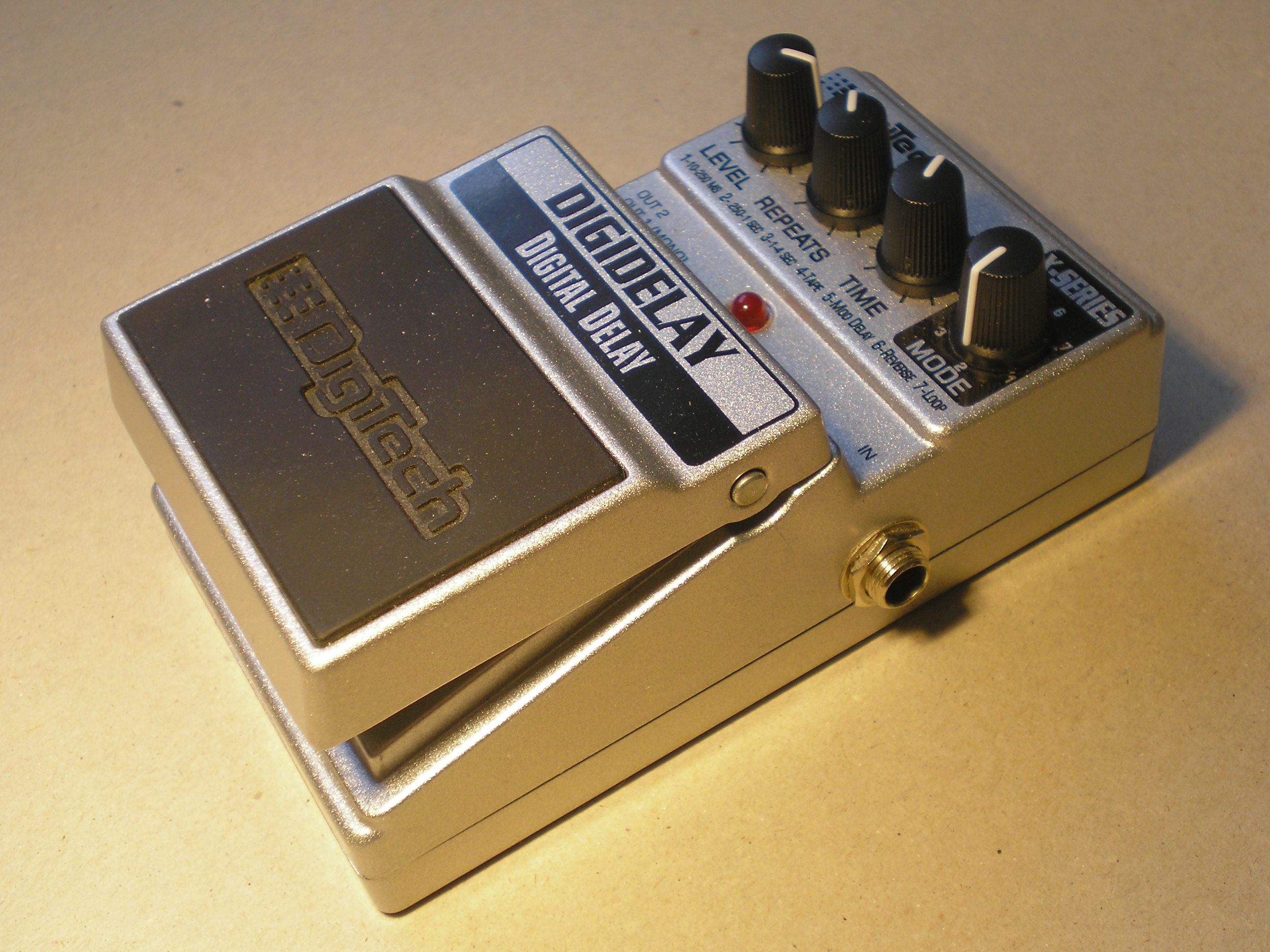
Digitech
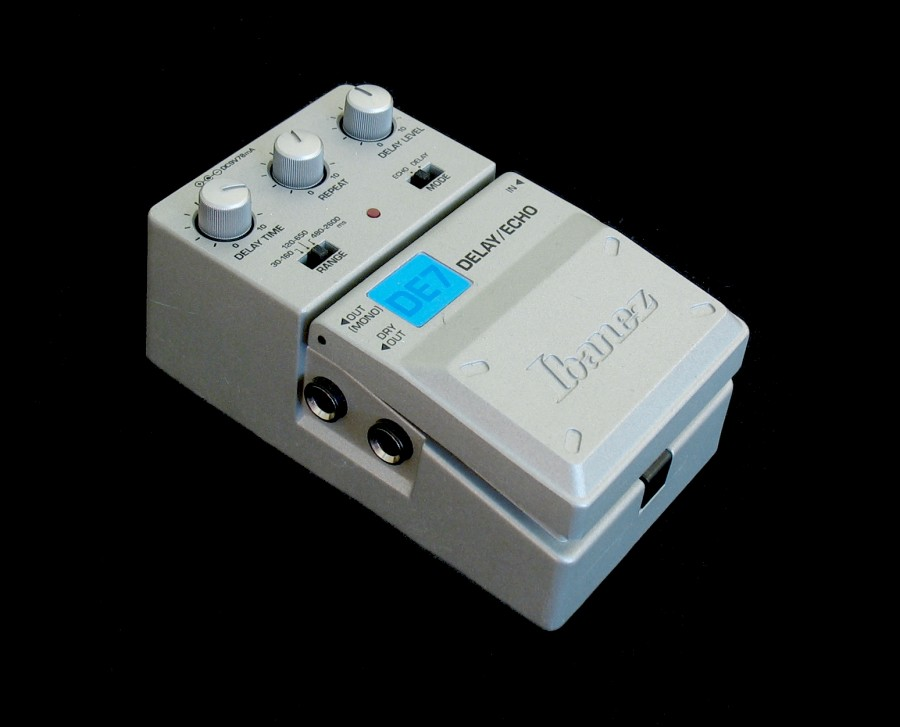
Ibanez
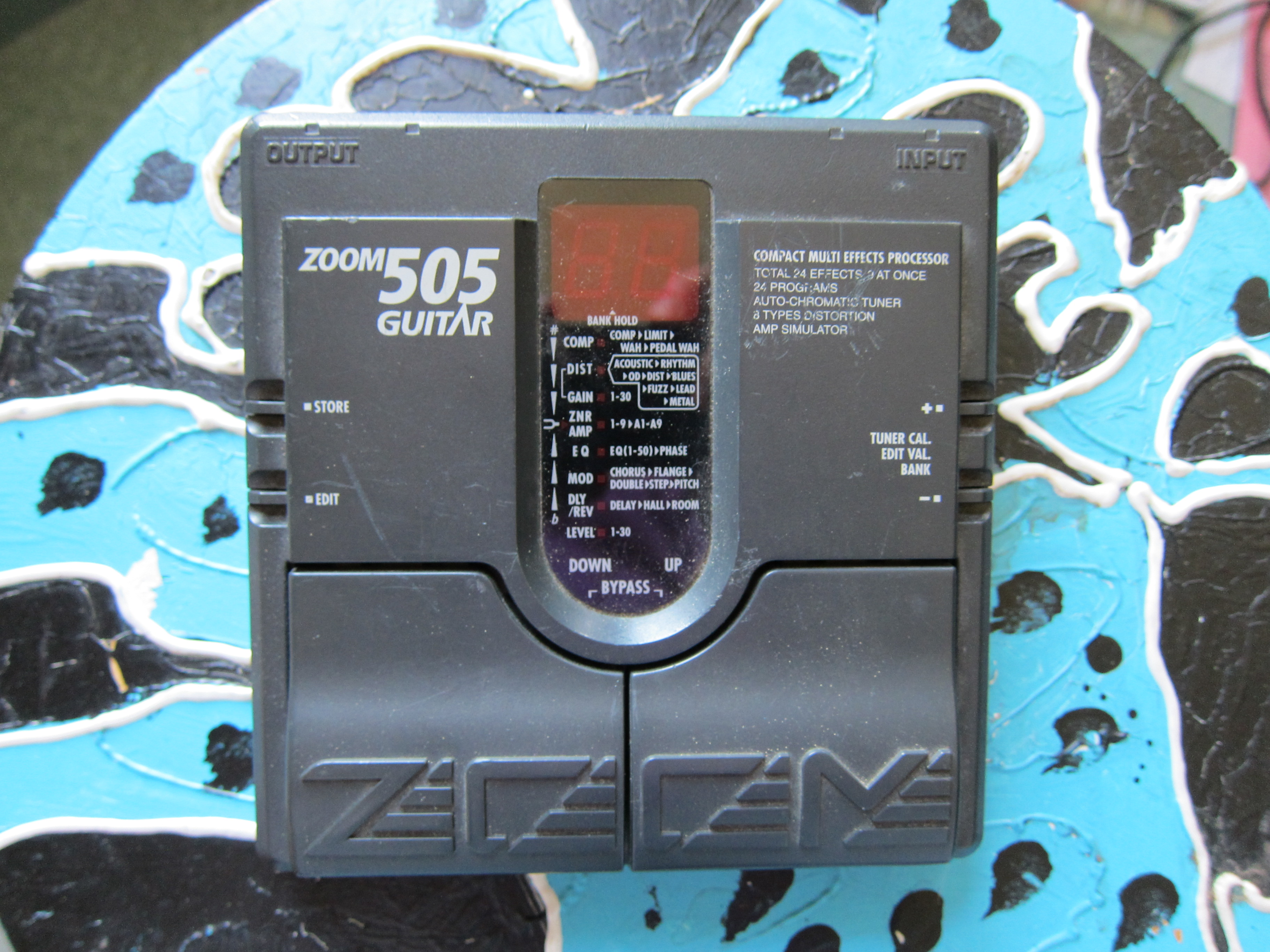
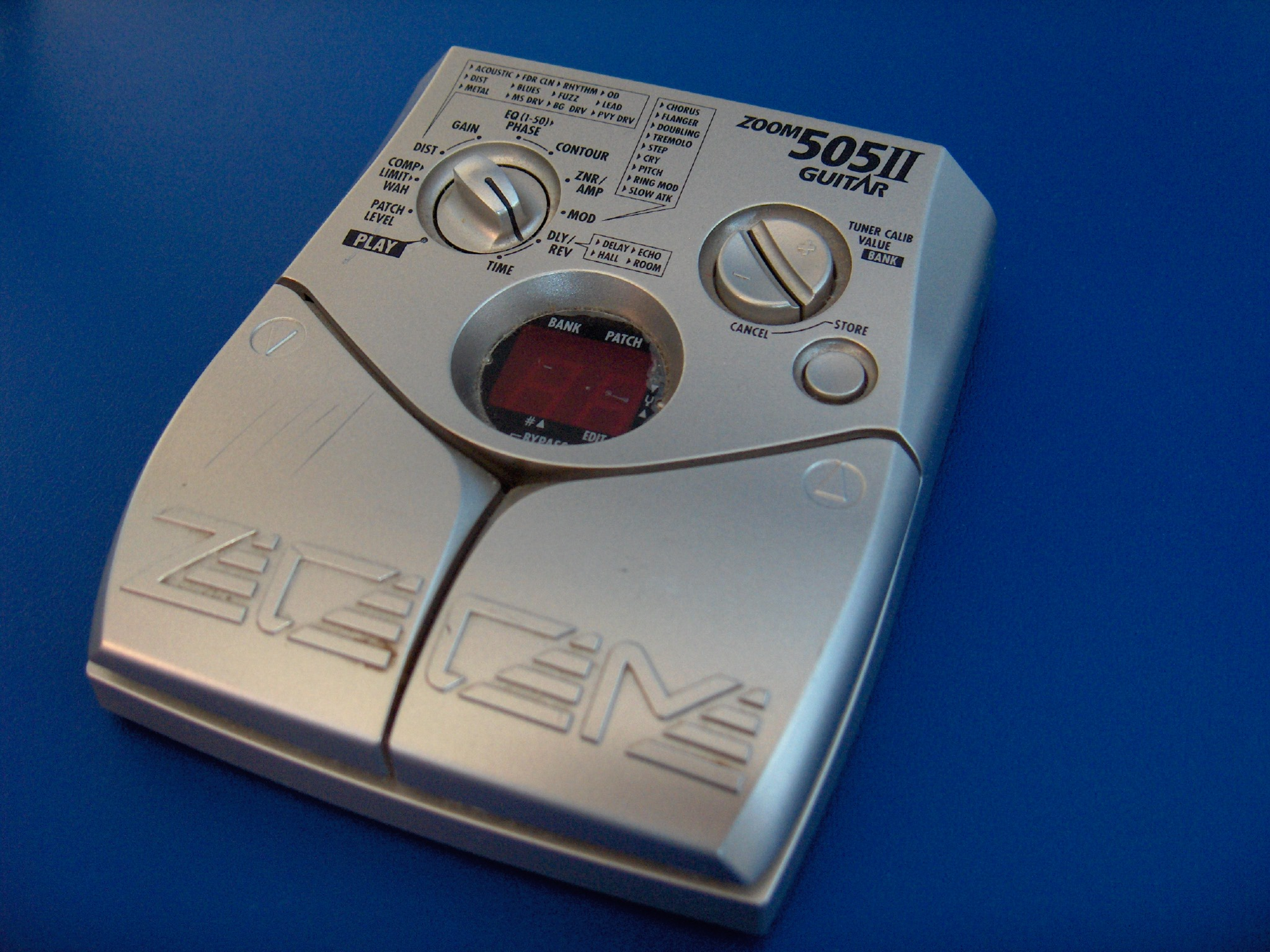
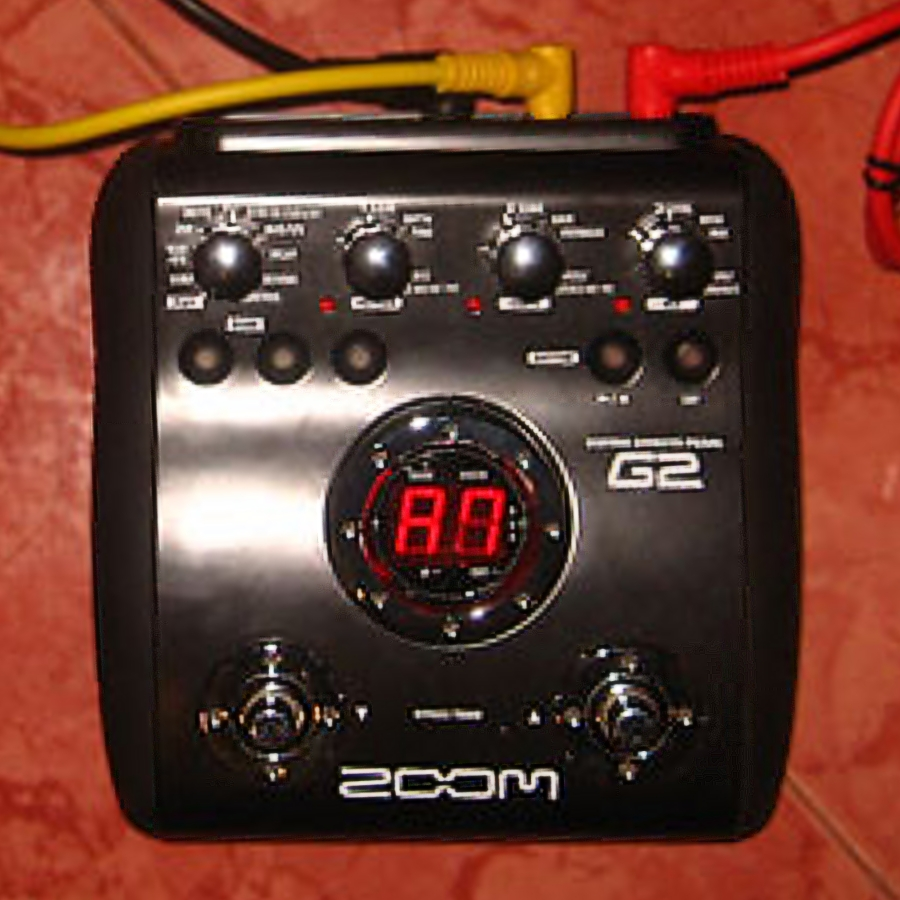
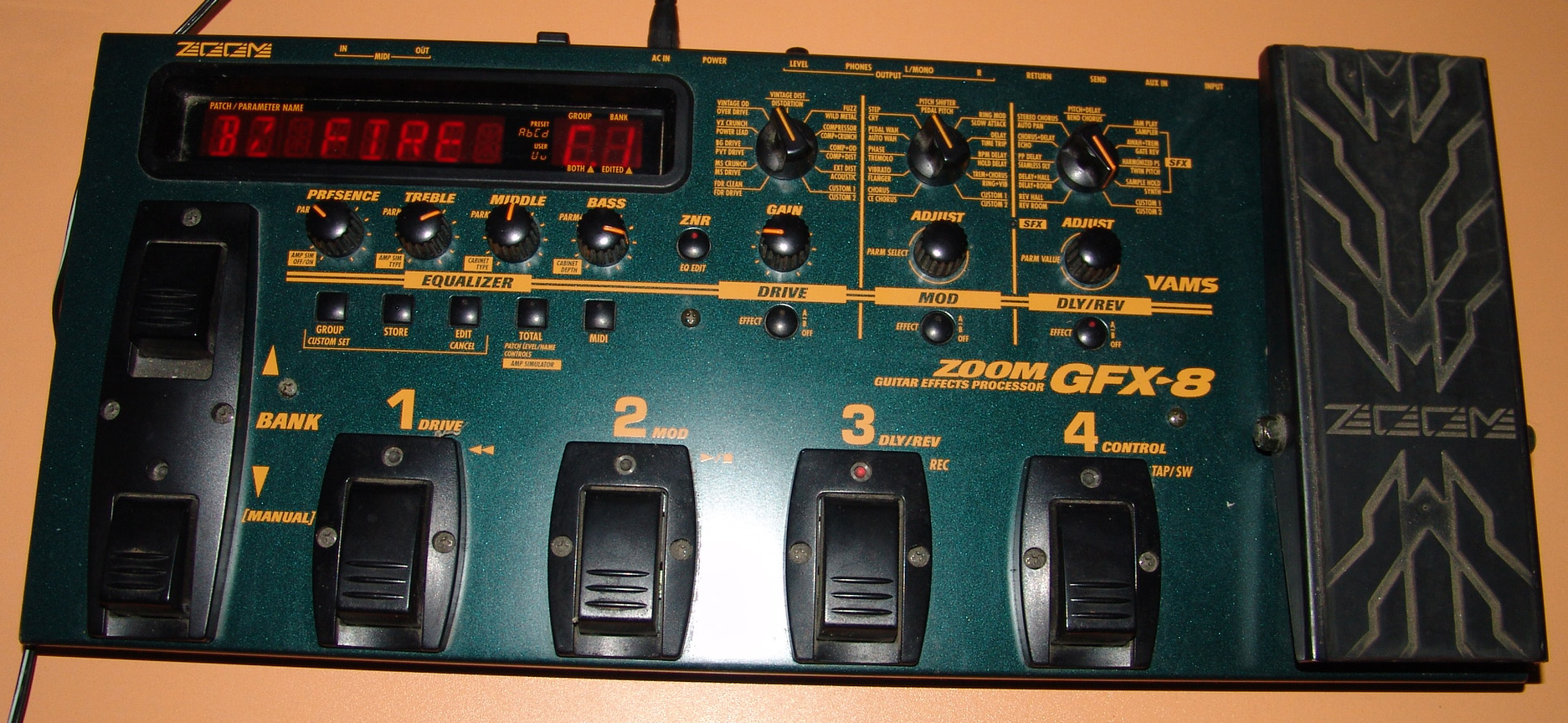
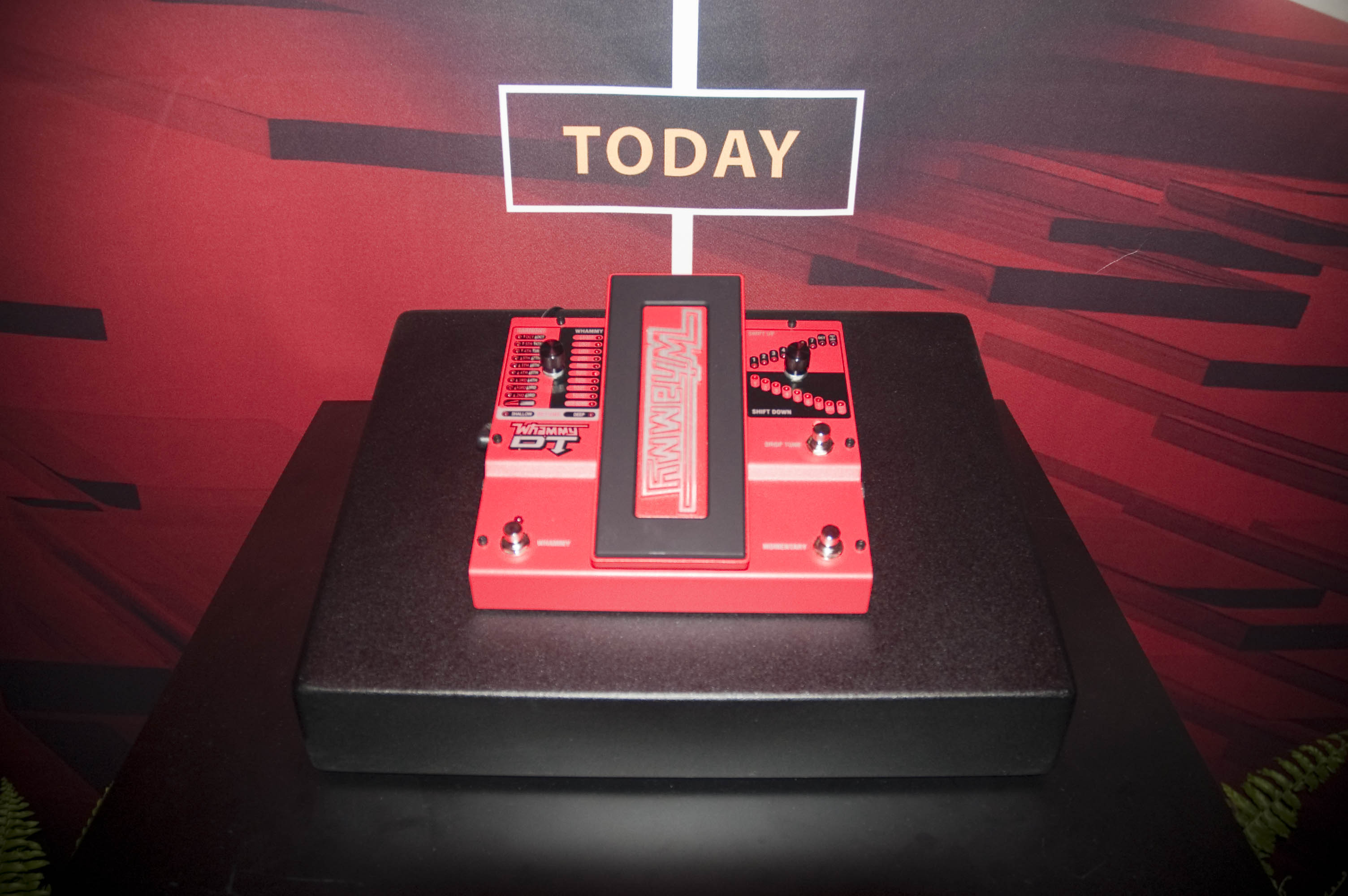
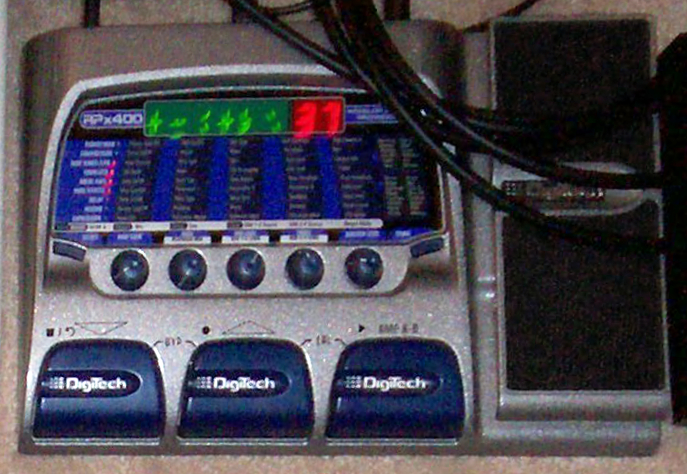
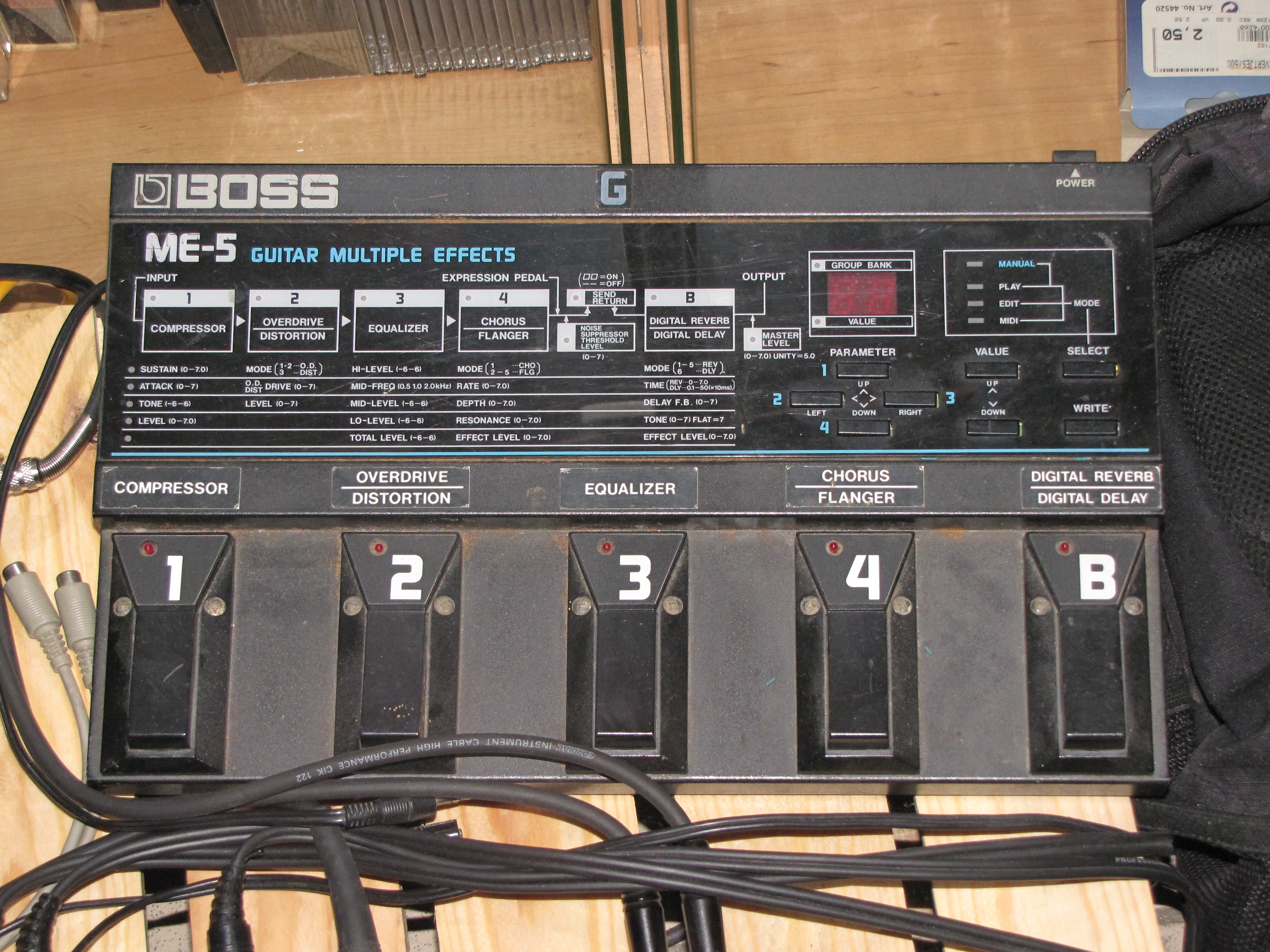